# Adalberto de Egmond
Adalberto de Egmond (Nortúmbria, incerto – Egmond, c. 710) foi um missionário anglo-saxão da Nortúmbria. Ele foi um dos companheiros de São Vilibrordo na pregação do evangelho na Holanda e na Frísia.

## Biografia
A Vida de Adalberto não é rica de fato. Ele teria nascido na Nortúmbria, membro da família real da Nortúmbria. De acordo com algumas fontes, teria sido primeiro monge no Rath Melsigi) e teria estudado na Irlanda com Egbert. Ele então foi em cerca de 690 para ajudar São Vilibrordo (que também tinha estado em Rathmelsigi) no campo missionário da Frísia, onde se tornou associado particularmente a Egmond. Ele foi feito arquidiácono da recém-fundada Sé de Utrecht e morreu em Egmund por volta de 740 d.C. Ele foi enterrado lá, e milagres foram relatados em sua tumba, sobre a qual uma igreja foi construída.

## Veneração
Sua lembrança contínua repousa em grande parte na fundação do mosteiro beneditino, Abadia de Egmond, o primeiro no país, cerca de duzentos anos depois pelo conde Teodorico I da Frísia Ocidental (ou Holanda), do qual Adalberto foi feito patrono. O Vita não foi comissionado até a década de 990, o que provavelmente explica a falta de fatos. As relíquias de Adalberto foram traduzidas para a abadia recém-construída (inicialmente um convento) para veneração. Após a Reforma e a destruição da abadia, eles foram preservados em Haarlem. O culto foi restabelecido quando a abadia foi fundada em 1923, e as relíquias foram devolvidas lá em 1984. O crânio do santo, cuidadosamente restaurado, também é preservado sob o altar-mor. Sua festa é 25 de junho.